# Adriano Balbi

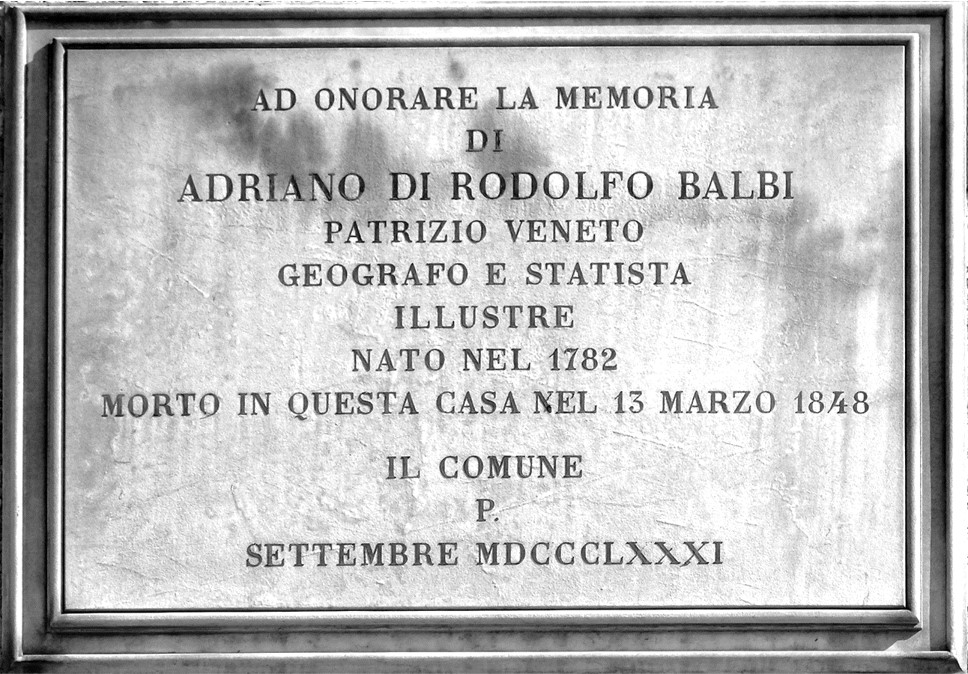
Lapide a Venezia in Campo San Polo

Adriano Balbi (Venezia, 25 aprile 1782 – Venezia, 13 marzo 1848) è stato un geografo e statistico italiano del XIX secolo.

## Biografia

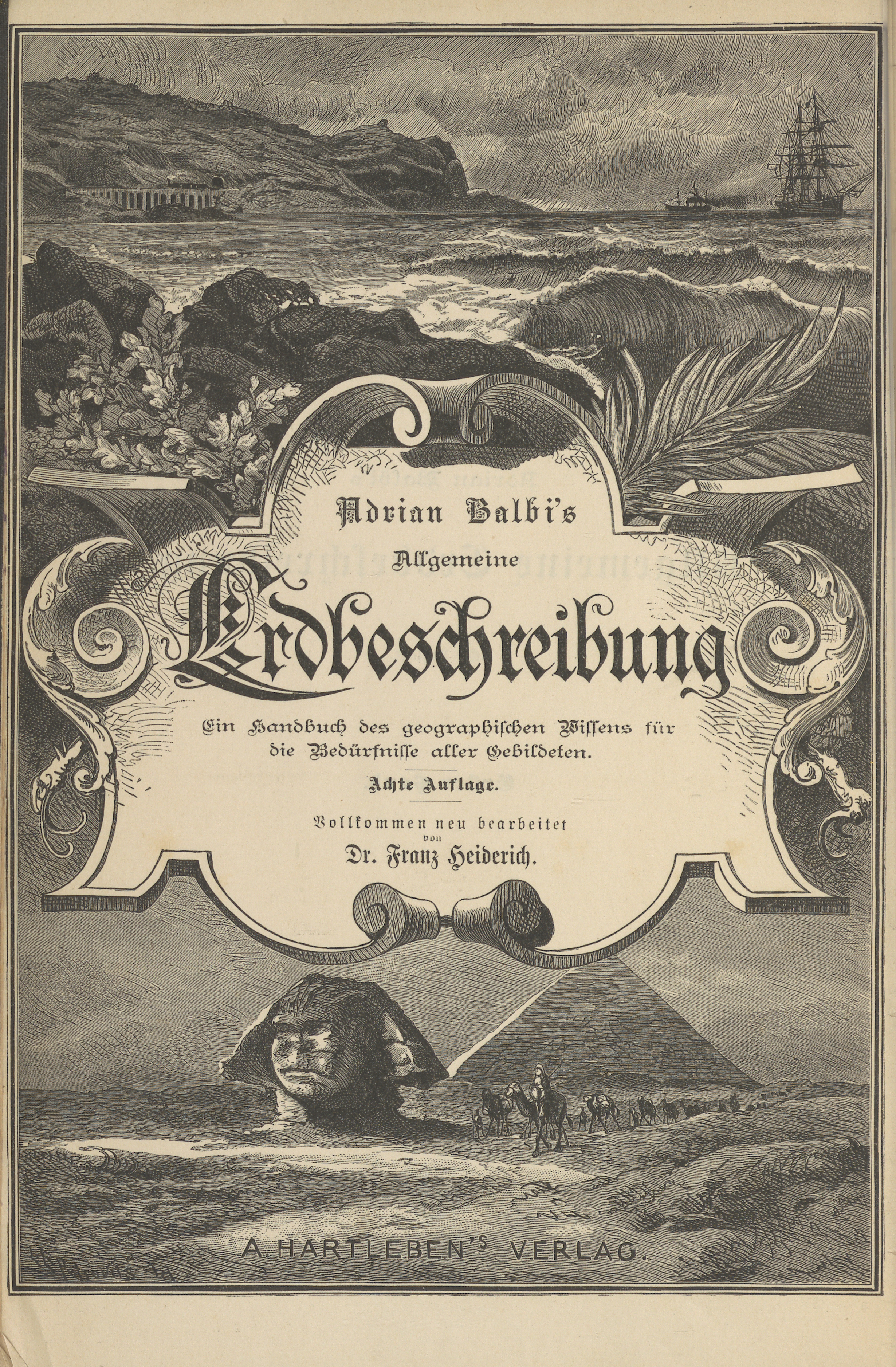
Una edizione tedesca del Compendio di geografia, aggiornata da Franz Heiderich nel 1893.

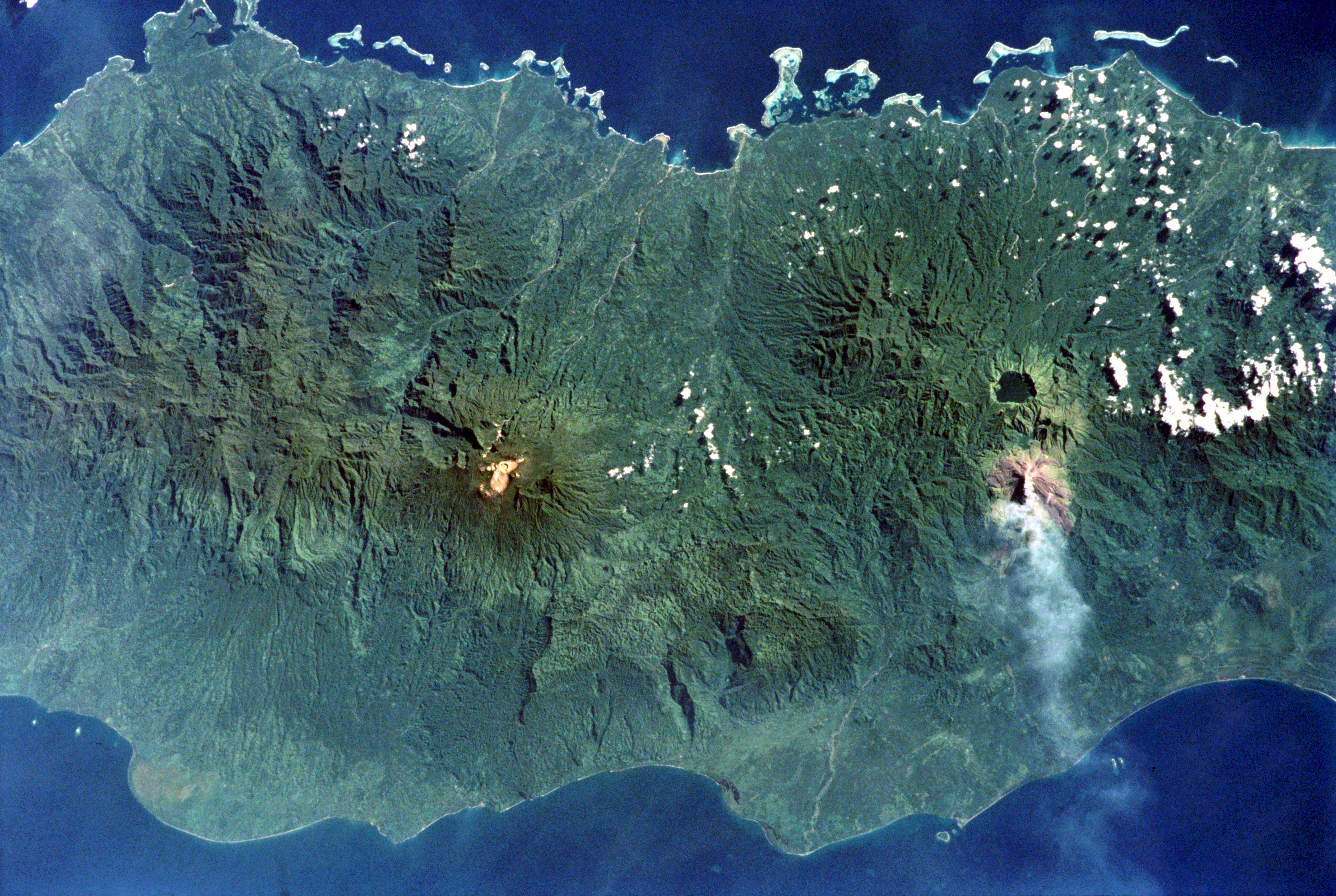
Il vulcano Balbi (Mount Balbi) in Papua New Guinea

Figlio di un governatore dell'isola di Veglia, Adriano Balbi esordì a Venezia con il testo "Prospetto politico-geografico dello stato attuale del mondo". La pubblicazione di questo lavoro nel 1808 gli valse subito la cattedra di Geografia presso il Collegio di S. Michele a Murano e, dal 1811 al 1813, l'insegnamento della fisica al Liceo di Fermo.
Tornato a Venezia, lavorò come funzionario della Dogana.
Nel 1820 visitò il Portogallo, dove raccolse diverso materiale per un "Saggio di statistica sul Regno del Portogallo e dell'Algarve" e per il testo "Varietà politiche e statistiche della monarchia portoghese" (pubblicato a Parigi nel 1822), che contiene alcune interessanti osservazioni sulla regione lusitana ai tempi della dominazione romana.
Nel 1821 si trasferì a Parigi, dove si trattenne sino al 1832 e dove pubblicò, in francese, i lavori che da tempo andava preparando. Fra di essi spicca l'"Atlante etnografico del mondo" , in folio, opera di grande erudizione, dove le popolazioni vengono classificate a seconda della lingua.
Ma il libro che gli diede fama internazionale fu il "Compendio di Geografia", la cui seconda edizione fu pubblicata nel 1819 e poi più volte aggiornato. Quest'opera si fece notare per la novità dell'impostazione, nonché per l'abbondanza e l'esattezza delle informazioni, e divenne ben presto un classico,  tanto che fu tradotta, in una forma ampliata, nelle principali lingue d'Europa e, in seguito,  riedita da Henry Chatard nel 1872. In essa il Balbi fonda lo studio della geografia sui bacini idrografici.
La diffusione e l'importanza di quest'opera fecero sì che egli fosse chiamato a Vienna dal governo austriaco con il titolo di Consigliere per la Geografia e la Statistica. Dopo l'esperienza austriaca tornò in Italia, prima a Milano, poi a Venezia, dove morì nel 1848.
Il vulcano più alto dell'isola di Bougainville porta il suo nome, mentre a Roma gli è stata intitolata una strada nel quartiere Casilino.
Accanto ai suoi contributi maggiori, vanno segnalati alcuni relativi ad altri campi di ricerca: con André-Michel Guerry, padre della “statistica morale”, antenata della criminologia, sono considerati gli inventori delle “mappe criminali”, avendo posto in relazione grafica, sulla mappa di zone della Francia, criminalità, tipo di crimine e livello di istruzione. I linguisti sono interessati alle sue teorie ed è considerato il responsabile dell'introduzione della parola "linguistique" nella lingua francese.
Suo figlio Eugenio (1812 - 1884) seguì le orme paterne, divenendo professore di geografia a Pavia e pubblicando degli inediti del padre ("Scritti di Geografia", etc.) a Torino, nel 1841, ma anche opere proprie, come il "Saggio di Geografia" (Milano, 1868), nonché  vari saggi in "Gea, ossia la Terra" (Trieste, 1854 - 1867).

## Opere
Oltre quelli citati, Balbi scrisse molti altri testi, sia da solo che in collaborazione con i maggiori geografi dell'epoca, e opere di aggiornamento di geografia politica, a seconda dei trattati internazionali e delle nuove scoperte che si susseguivano negli anni.
Sotto forma di tavole sinottiche pubblicò anche:
- Tavole politico-statistiche dell'europa, 1820
- Bilancio politico del globo, 1828
- L'Impero russo, 1829
- L'Impero britannico, 1830